# Будиг, Петер-Клаус
Петер-Клаус Бу́диг (нем. Peter-Klaus Budig; 15 июля 1928, Жагань, Любушское воеводство — 25 ноября 2012, Хемниц, Саксония) — немецкий политик, член ЛДПГ. Министр науки и техники ГДР в 1989—1990 годах.

## Биография
Будиг вступил в ЛДПГ в 1948 году, в 1948—1953 годах обучался в Дрезденской высшей технической школе, впоследствии до 1955 года работал там же ассистентом. Затем работал инженером и занимал должность технического директора на народном предприятии в Дрездене.
С 1961 года преподавал в Дрезденской высшей школе транспорта и с 1966 года являлся профессором в высшей технической школе в Карл-Маркс-Штадте. Являлся заместителем председателя Технической палаты. Работал в Национальном фронте, входил в состав центрального руководства партии. С ноября 1989 по март 1990 года занимал должность министра науки и техники в правительстве Ханса Модрова. Впоследствии продолжил преподавательскую деятельность в Хемницком техническом университете на кафедре электрооборудования.

## Публикации
- Drehzahlvariable Drehstromantriebe mit Asynchronmotoren 1988
- Fachwörterbuch Elektrotechnik und Elektronik — Englisch-Deutsch, 7. bearb. und erw. Auflage, München (Langenscheidt) 2001, ISBN 3861171759
- Stromrichtergespeiste Drehstromantriebe — Theorie und Betriebsverhalten von Asynchronantrieben, Berlin (VDE-Verlag) 2001, ISBN 3800723719
- Stromrichtergespeiste Drehmaschine — Theorie und Anwendungen, Berlin (VDE-Verlag) 2003, ISBN 3800725185
- Praxiswörterbuch Energie- und Kommunikationstechnik — Englisch-Deutsch/Deutsch-Englisch, gemeinsam mit Renate Ketzscher, München (Langenscheidt) 2004, ISBN 3861172216
- Drehstromlinearmotoren, Berlin (VEB Verlag Technik) 1978